# Ron Guidry
Ronald Ames Guidry (Lafayette, Luisiana, 28 de agosto de 1950), más conocido como Ron Guidry, es un exjugador profesional estadounidense de béisbol que se desempeñó en la posición de lanzador en las Grandes Ligas de Béisbol (MLB). Logró obtener cinco Guantes de Oro.

## Carrera
Guidry jugó como profesional catorce temporadas en New York Yankees (1975-1988), equipo en el que se retiró.

## Premios
Fue galardonado con el Guante de Oro en cinco oportunidades (1982, 1983, 1984, 1985 y 1986).